# Édouard-Henri Muller
Ne pas confondre avec le peintre français Édouard Muller (1823-1876).
Édouard-Henri Muller, né le 15 avril 1898 à Versailles et mort le 23 décembre 1973  dans cette même ville, est un peintre français.

## Biographie
Édouard-Henri Louis Muller est né au Palais de Versailles de Henri Muller et de Marguerite Ritt.
Il épouse en 1928 Adrienne Bauguin.
Il est mort en 1973, à l'âge de 75 ans.

## Conservation
- Fonds national d'art contemporain, Le moulin de la Folie, huile sur toile 38x46cm, vers 1955, œuvre déposée à la Chambre régionale des comptes d'Île-de-France, Noisiel[2],[3].